# Station Ål
Station Ål  is een station in  Ål in  Viken  in  Noorwegen. Het station ligt aan Bergensbanen. Het  stationsgebouw van Torpo dateert uit 1907 en is een ontwerp van Paul Armin Due. Het station is gesloten voor personenvervoer.